# Recovery of an MMO Junkie
Recovery of an MMO Junkie (яп. ネト充のススメ Нэто-дзю: но сусумэ) — японская манга Кокуё Рин, экранизированная в октябре 2017 года.

## Сюжет
Впервые с момента окончания учёбы тридцатилетняя Морико Мориока становится безработной, и она абсолютно счастлива. Спустя 11 лет работы на одном месте уволившаяся Морико решает вернуться к онлайн-играм, на что и тратит всё своё время. Она создает привлекательного и энергичного мужского персонажа Хаяси в ММО Fruits de Mer. Отстраняясь от докучливых социальных обязательств, она всё больше погружается в увлекательную игру, где встречает добрую и обаятельную целительницу Лили. Сразу найдя общий язык, эти двое становятся неразлучны, а Морико всё больше и больше поглощает её новая игровая жизнь. Образ жизни Морико становится всё более затворническим, она покидает свой дом только по острой необходимости.
За Лили же играет успешный менеджер Юта Сакураи, живущий в том же городе. Совершенно случайно они сталкиваются вне игры.

## Персонажи
- Морико Мориока (яп. 盛岡森子 Мориока Морико) — главная героиня, безработная женщина, играющая за мужского персонажа Хаяси.

Сэйю: Мамико Ното / Рёта Судзуки (Хаяси)
- Юта Сакураи (яп. 桜井優太 Сакураи Юта) — наполовину британец, работающий на торговую компанию. За пределами офиса малообщителен и скромен. Играет за Лили.

Сэйю: Такахиро Сакураи / Рэйна Уэда (Лили)
- Хомарэ Коиваи (яп. 小岩井誉 Коиваи Хомарэ) — коллега Юты и бывший коллега Морико. Не был знаком с ней в лицо, но они часто связывались по работе по телефону. После её ухода сменил работу.

Сэйю: Томоаки Маэно
- Кадзуоми Фудзимото (яп. 藤本和臣 Фудзимото Кадзуоми) — студент, который работает в магазине недалеко от дома Морико. Играет за Камбэ, главу игровой гильдии, участниками которой являются Хаяси и Лили.

Сэйю: Такума Тэрасима / Юити Накамура (Камбэ)

## Критика
В обзоре на сайте Anime News Network Ник Кример отдельно выделил, что главные герои аниме — взрослые люди, а не школьники, и похвалил его за то, что типичные для данного жанра шутки об онлайн-играх перемешиваются с неуверенностью героини в своих отношениях с людьми и их аватарами. Основным конфликтом сериала он называет запутанность романтических отношений между реальностью и игрой. Критику понравились персонажи; гланых героев он называет милыми недотёпами, следить за развитием отношений которых — одно удовольствие. В минусы работы он записал незаметную музыку, служащую лишь подпоркой сюжета, и блеклую анимацию, но с точки зрения комедии, романтики и персонажей просмотр Recovery of an MMO Junkie — «замечательное времяпрепровождение».